# 4月23日 (旧暦)
旧暦4月23日は旧暦4月の23日目である。六曜は友引である。

## できごと
- 寛仁元年（ユリウス暦1017年5月21日） - 長和より寛仁に改元
- 康永元年/興国3年（ユリウス暦1342年5月28日） - 室町幕府が禅寺の寺格を制定。五山十刹を定める
- 元亀元年（ユリウス暦1570年5月27日） - 永禄より元亀に改元
- 安政5年（グレゴリオ暦1858年6月4日） - 彦根藩主・井伊直弼が江戸幕府大老に就任
- 文久2年（グレゴリオ暦1862年5月21日） - 寺田屋騒動。薩摩藩主・島津久光の命で有馬新七らを伏見の船宿・寺田屋で斬殺
- 明治3年（グレゴリオ暦1870年5月23日） - 明治政府が鉄道敷設の為、ロンドンで初の外債を発行

## 誕生日
- 文永2年（ユリウス暦1265年5月10日） - 伏見天皇、92代天皇（+ 1317年）
- 天文21年（1552年5月16日） - 誠仁親王、正親町天皇第一皇子（+ 1586年）
- 弘化4年（1847年6月6日） - 中井庄五郎、幕末の志士（+ 1868年）
- 慶応元年（グレゴリオ暦1865年5月17日） - 沢柳政太郎、文部官僚･教育者（+ 1927年）

## 忌日
- 初平3年（ユリウス暦192年5月22日） - 董卓、後漢末の武将（* 139年?）
- 寛延3年（グレゴリオ暦1750年5月27日） - 桜町天皇、115代天皇（* 1720年）
- 文久2年（グレゴリオ暦1862年5月21日） - 有馬新七、尊攘派志士（* 1825年）